# 노이즈 팝

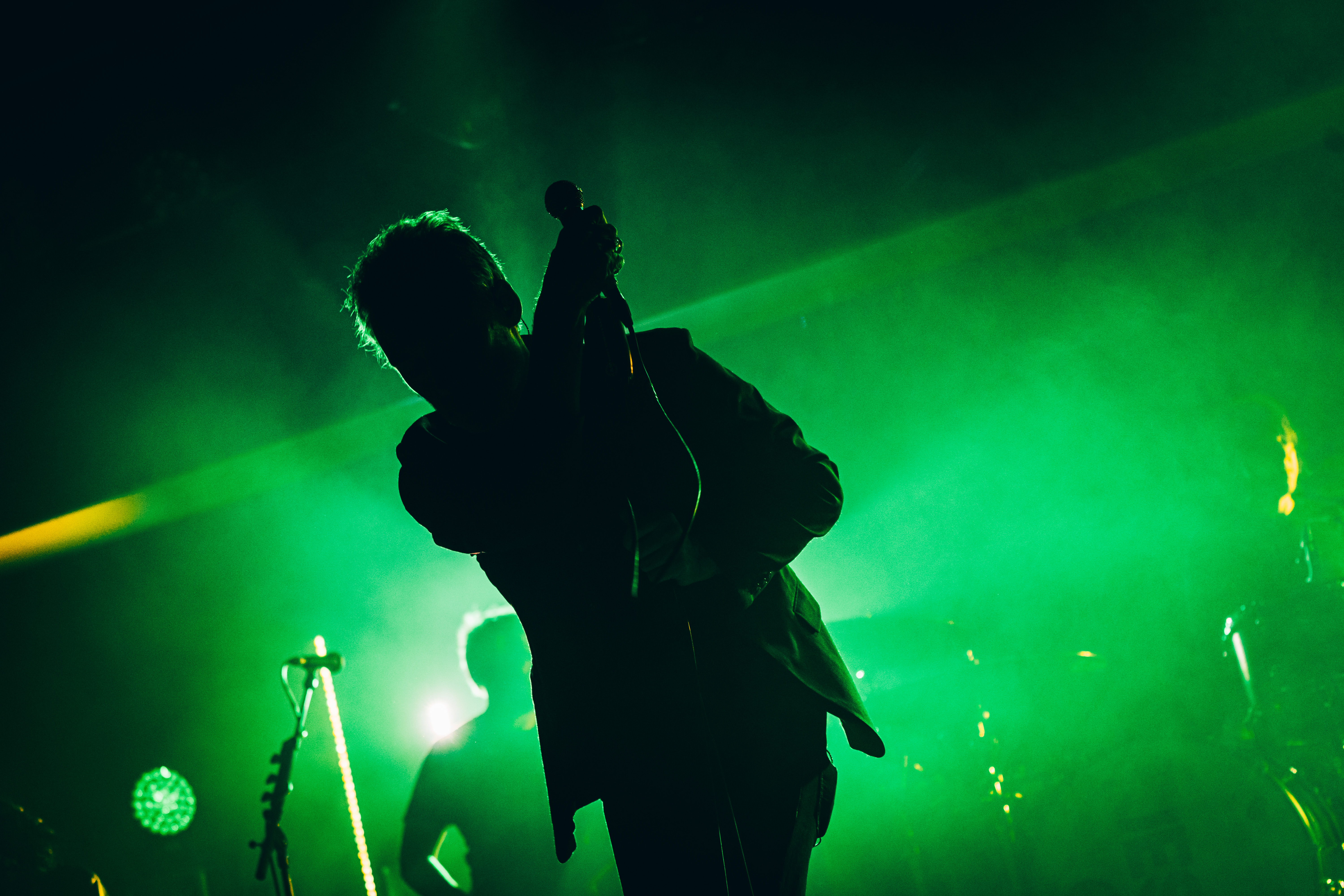

노이즈 팝(noise pop)은 1980년대 중반에 영국과 미국에서 개발된 얼터너티브 록 또는 인디 록의 하위 장르이다. 노이즈 또는 피드백을 팝 음악에서 종종 볼 수 있는 작곡 기술과 혼합한 것으로 정의된다. 1980년대에 개발된 다른 노이즈 기반 장르인 슈게이징은 노이즈팝에서 비롯된 것이다.
노이즈 팝은 올뮤직에 의해 버블검 팝과 아방가르드 사이의 중간 지점으로 기술되었다.